# Yami Bolo
Yami Bolo, pseudonimo di Rolando Ephraim McLean (Kingston, 1º ottobre 1970), è un musicista e produttore discografico giamaicano di musica reggae e dub.

## Discografia
- Jah Made Them All (Rockers, 1990)
- He Who Knows It Feels It (Heartbeat, 1991)
- Up Life Street (Heartbeat, 1992)
- Fighting for Peace (RAS, 1994)
- Wonders And Sign (Super Power, 1997)
- No Surrender (Jet Star Records, 1998)
- Freedom And Liberation (Tabou 1, 1999)
- Healing Of All Nations (Roots Foundation, 2001)